# 羅思 (伊利諾伊州)
羅思（英語：Roth）是位於美國伊利諾伊州亞歷山大縣的一個非建制地區。該地的面積和人口皆未知。

## 地理
羅思的座標為37°06′21″N 89°18′26″W / 37.10583°N 89.30722°W，而該地的平均海拔高度為98米（即322英尺）。